# Yu Feng
Yu Feng (xinès simplificat: 郁风, pinyin: Yù Fēng; Beijing, 25 de juliol de 1916 - 15 d'abril del 2007) fou una pintora, dibuixant i dissenyadora de moda xinesa. Ella i Liang Baibo van ser les primeres artistes de manhua de la Xina. Va estar casada amb l'artista Huang Miaozi.
Yu Feng va nàixer el 25 de juliol de 1916 a Pequín, filla del magistrat Yu Hua. Era la neboda del famós escriptor Yu Dafu.
Es va graduar a l'Acadèmia Central de Belles Arts de Pequín. Més tard va estudiar amb el pintor Pan Yuliang.
La seua carrera de dibuixant va començar l'any 1929 o 1930, fent un treball amb influència d'Aubrey Beardsley a Shanghai Manhua. A Xangai es va casar amb l'artista Huang Miaozi. Les seues famílies tenien diferents orientacions polítiques i ella era més alta que ell, però van romandre casats durant més de seixanta anys fins a la seua mort el 2007. Al llarg de la dècada del 1930, va continuar dibuixant historietes per a revistes com Zhongguo Zhisheng ("La veu de la Xina") i Jiuwang Ribao ("Diari de la salvació nacional"). Un exemple de la seua faena en temps de guerra és la caricatura de 1938 "Deixa que el foc de la salvació nacional xafe este parell de grillons", que representa tant l'alliberament nacionalista com de gènere amb una dona trencant les cadenes dels grillons.
L'any 1955, Yu Feng va ser editora adjunt de la revista Xin Guancha ("Nou observador") després de fer un fòrum sobre el futur de la moda xinesa. Se li va encarregar una campanya nacional per a la reforma del vestit, centrada en qüestions com la frugalitat econòmica, la vestimenta popular tradicional i la identitat nacional.
A principis de la dècada de 1940, Yu Feng i Huang Miaozi van formar part d'un grup d'artistes, escriptors i altres personatges culturals a Xangai i Chongqing, conegut més tard com Erliu Tang. Durant la Revolució Cultural, els membres del grup van ser denunciats i molts van ser empresonats. Yu Feng i Huang Miaozi van ser empresonats per separat durant set anys. Yu Feng va fer pintures amb materials fàcilment disponibles com paper higiènic, sabó i embolcalls de caramels. Ambdós artistes van ser rehabilitats políticament després de la Revolució Cultural i van continuar exposant art a la Xina i arreu del món.
Després de la massacre de la plaça de Tiananmen el 1989, Yu Feng i Huang Miaozi es van traslladar a Brisbane i es van convertir en ciutadans australians, però la parella va tornar més tard a la Xina.
Yu Feng va morir el 2007. El 2011 es van publicar els Assajos seleccionats de Yu Feng, que contenien articles que reflexionaven sobre el seu treball en dibuixos animats, art i moda.